# Richard Stöhr
Pour les articles homonymes, voir Stöhr.
Richard Franz Stöhr (Vienne, 11 juin 1874 – Montpelier, dans le Vermont, 11 décembre 1967) est un compositeur et professeur de musique autrichien.

## Biographie
Richard Stöhr est issu d'une famille provenant de Hongrie. Son père, Samuel Stern, est professeur de médecine à l'université de Vienne. Sa mère, Mathilde, est la sœur du chef de chœur et critique Heinrich Porges, un des plus proches associés de Richard Wagner. Richard Stöhr est reçu docteur en médecine en 1898, il n’exerce pas, mais entre immédiatement à l'Académie de musique de Vienne. Il se convertit du judaïsme au christianisme et change son nom, Stern, pour Stöhr. Il étudie le piano, l’orgue et la composition avec Robert Fuchs. Il travaille d'abord dans l'institution comme répétiteur choral dès 1900. 
Il obtient son doctorat en 1903, enseigne en tant qu'assistant et obtient le poste de professeur en 1915 dans les disciplines harmonie, contrepoint et formes musicales jusqu'en 1938. En 1915, il est appelé pour son service dans l'armée autrichienne, période qu'il effectue dans un hôpital de la banlieue de Vienne, tout en poursuivant son enseignement à l'Académie de musique. Parmi ses élèves figurent Alois Hába, la pianiste Rena Kyriakou et Eric Zeisl (1919–1923). Il écrit son premier livre sur l'harmonie dès 1906.
En mars 1938, après l'Anschluss, il est renvoyé de son poste et émigre aux États-Unis en février 1939. Sa sœur Hedwige, restée en Autriche, est raflée par les nazis en 1941 et meurt dans un camp de transit en Pologne en 1942. 
Il est embauché personnellement par Mary Curtis Bok, fondatrice en 1924 du Curtis Institute of Music à Philadelphie et il y enseigne de 1939 à 1941, jusqu'à la fermeture temporaire de la faculté en raison de la guerre. Il transforme son nom en Stoehr  pour convenir à la langue anglaise. Il participe également à la traduction de la correspondance de Wagner de la Burrell Collection qui paraît en 1950. 
Après sa période à Philadelphie, il obtient un poste au St Michael’s College de Winooski Park, aujourd'hui Colchester dans le Vermont (1943–1950) où il enseigne l'allemand et la musique, tout en composant, mais aucune composition de la période américaine n'est publiée.
Durant sa carrière il a pour élèves Samuel Barber, Leonard Bernstein (1939–1940), Erich Leinsdorf, Alexander Brailowsky et Marlene Dietrich, Herbert von Karajan et Rudolf Serkin,,.

## Œuvres (sélection)
Richard Stöhr écrit beaucoup de musique de chambre dont quinze sonates pour violon et piano, trois quintette avec piano, quatre quatuors à cordes, quatre trios avec piano, un sextuor (pour violon, clarinette, cor, violoncelle et deux pianos) ; des sonates pour violoncelle, pour flûte ; plusieurs sonates et des pièces pour piano ; sept symphonies ; deux opéras et 150 lieder ou mélodies.

### Orchestre
- 7 symphonies
- Sérénade en ut mineur
- 2 suites pour orchestre à cordes
- Fantaisie symphonique en ut mineur
- Suite romantique en ré majeur
- Concerto dans le style ancien
- Suite Vermont
- Scherzo en fa majeur
- Concerto pour trompette et orchestre en si-bémol majeur
- Concerto-Fantaisie pour violon et orchestre

### Musique de chambre
- 15 sonates pour violon et piano
- Sonate pour violoncelle et piano
- Sonate pour flûte et piano
- 4 quatuors à cordes
- 2 trios avec piano
- 2 quatuors avec piano
- 6 quintettes avec piano

### Piano
- 5 sonates
- Plusieurs suites
- Variations
- Études

## Écrits
- Praktischer Leitfaden der Harmonielehre (Vienne, Universal-Edition 1906) (OCLC 638315286)
- Praktischer Leitfaden des Kontrapunkts (Hambourg, Anton J.Benjamin 1911) (OCLC 476490934)
- Musikalische Formenlehre, 3 vol. (Leipzig, Kistner & Siegel 1911) (OCLC 5281199)
  - Formenlehre der Musik, Leipzig 1933 — édition révisée du précédent
- Praktische Modulationslehre (Leipzig 1928) (OCLC 13878736)
- Modulationslehre, 1932

## Discographie
- Quatuor à cordes op. 22 ; Trois intermezzi pour quatuor à cordes, op. 124 ; 5 pièces pour piano, op. 23 ; Olga watches the children's sleep - Rosemary O'Connor, piano ; Richard Stöhr, piano ; Quatuor Christine Lavant (1942), 12 juin 2009, 16 juillet 2009, ORF) (OCLC 824190764)
- Œuvres pour violoncelle et piano : Fantasiestücke op. 17 et sonate op. 49 - Stefan Koch, violoncelle ; Robert Conway, piano (21, 24 mai et 6 juin 2013, Toccata Classics) (OCLC 940652239)
- Trio avec piano, op. 16 ; trois mélodies pour voix grave, piano et accompagnement de violoncelle, op. 21 - Seth Keeton, baryton-basse ; Laura Roelofs, violon ; Stefan Koch, violoncelle ; Mary Siciliano, piano (10 mai/10 et 19 octobre/28 novembre 2016 et 11 janvier 2017, 24 mai 2017, Toccata Classics)
- Quatuor à cordes no 2, op. 86 ; Serenade extr. du Quatuor no 3 op. 92 ; Suite pour flûte, violon, violoncelle et piano, op. 76 (23 octobre/11 novembre 2014 ; 18 mars/4 mai 2015 ; 10 mai 2016 ; 14-15 février et 25 mars 2019, Toccata Classics)